# 京都市立下鳥羽小学校
京都市立下鳥羽小学校（きょうとしりつ しもとばしょうがっこう）は、京都府京都市伏見区にある公立小学校。

## 沿革
- 1873年 - 京都府紀伊郡4ヵ村（下鳥羽、横大路、下三栖、富ノ森）の学校として横大路に学校創立
- 1876年 - 仲之町に校舎を新築
- 1887年 - 京都府紀伊郡下鳥羽尋常小学校へ改称
- 1901年 - 北ノ口町に校舎を移転
- 1931年5月 - 校舎を移転
- 1934年9月 - 室戸台風で校舎が全壊
- 1936年2月 - 校舎の災害復旧工事が完成
- 1941年4月 - 国民学校令公布により、下鳥羽国民学校へ改称
- 1947年4月 - 学制改革により、京都市立下鳥羽小学校へ改称
- 1961年9月 - 第二室戸台風で校舎が損壊
- 1967年 - プールが竣工
- 1976年 - 現在地に校舎を移転
- 1977年 - 校舎を増築
- 1980年 - 校舎を増築
- 1990年 - ふれあい広場竣工
- 1993年 - コンピューター教室を設置

## 主な進学先
- 京都市立伏見中学校

## 交通アクセス
- 京阪本線 丹波橋駅下車
- 近鉄京都線 近鉄丹波橋駅下車
  - バス停「国道下鳥羽」下車

## 通学区域が隣接している学校
- 京都市立竹田小学校
- 京都市立伏見住吉小学校
- 京都市立伏見板橋小学校
- 京都市立伏見南浜小学校
- 京都市立横大路小学校
- 京都市立久我の杜小学校
- 京都市立神川小学校
- 京都市立上鳥羽小学校